# 2018 en bande dessinée
| Années de la bande dessinée : 2015 - 2016 - 2017 - 2018 - 2019 - 2020 - 2021    |
| Décennies de la bande dessinée : 1980 - 1990 - 2000 - 2010 - 2020 - 2030 - 2040 |

Cet article présente les faits marquants de l'année 2018 en bande dessinée.

## Événements
- Du 25 au 28 janvier : 45e festival d’Angoulême, présidé par l'auteur suisse Cosey. Le grand prix est attribué à Richard Corben.
- Du 5 au 8 avril : 25e rencontres de la bande dessinée et de l'illustration BD à Bastia.
- Du 7 avril au 27 mai : 15e édition du Rencontres du neuvième art d'Aix-en-Provence.
- Du 12 avril au 15 avril : 36e salon international de la bande dessinée de Barcelone (Espagne).
- Du 1er au 3 juin : 23e Rendez-vous de la bande dessinée d'Amiens.
- Du 8 au 10 juin : 13e édition du Lyon BD festival.
- Du 10 au 12 août : 94e édition du Comiket à Tokyo (Japon).
- Du 13 au 17 septembre : 14e édition du BD-FIL à Lausanne (Suisse).
- Du 12 au 14 octobre : 38e Quai des Bulles à Saint-Malo, avec une affiche de Clément Oubrerie.
- Du 31 octobre au 4 novembre : festival Comics & Games de Lucques (Italie).
- Du 10 au 31 décembre : 95e édition du Comiket à Tokyo (Japon).

## Meilleures ventes en France
1. Lucky Luke d’après Morris tome 8 : Un cow-boy à Paris par Jul et Achdé chez Lucky Comics  : 319 333 exemplaires
2. Blake et Mortimer tome 25 : La Vallée des Immortels 1 par Yves Sente, Peter van Dongen et Teun Berserik chez Blake et Mortimer : 281 201 exemplaires
3. L'Arabe du futur  tome 4 : Une jeunesse au Moyen-Orient (1978-1984) par Riad Sattouf chez Allary : 216 622 exemplaires
4. Dans la combi de Thomas Pesquet par Marion Montaigne chez Dargaud : 163 668 exemplaires
5. Les Vieux Fourneaux tome 5 : Bons pour l'asile par Wilfrid Lupano et Paul Cauuet chez Dargaud : 156 938 exemplaires
6. Astérix tome 37 : Astérix et la Transitalique par Jean-Yves Ferri et Didier Conrad chez Les Éditions Albert René : 120 878 exemplaires
7. Dragon Ball Super tome 3 : Le Plan Zéro Humain par Toyotarō chez Glénat : 108 203 exemplaires
8. Ki & Hi tome 3 : Les Jeux olympiques par K. Tran et F. Antigny chez Michel Lafon : 97 064 exemplaires
9. L'Arabe du futur  tome 1 : Une jeunesse au Moyen-Orient (1987-1992) par Riad Sattouf chez Allary : 94 452 exemplaires
10. Les Vieux Fourneaux tome 1 : Ceux qui restent' par Wilfrid Lupano et Paul Cauuet chez Dargaud : 88 126 exemplaires

source : GFK

## Nouveaux albums
Voir aussi : Albums de bande dessinée sortis en 2018

### Franco-belge
| Sortie            | Titre                                                                                                   | Scénariste                                    | Dessinateur                                               | Coloriste                                        | Éditeur                    |
| ----------------- | --- | --------------------------------------------- | --------------------------------------------------------- | ------------------------------------------------ | -------------------------- |
| 3 janvier 2018    | 90 Minutes                                                                                              | Yannick Grossetête                            | Yannick Grossetête                                        | Yannick Grossetête                               | Delcourt                   |
| 3 janvier 2018    | Constant Souci : Le Mystère de l’homme aux trèfles                                                      | Greg, Vicq                                    | Greg, Dupa                                                | N&B                                              | Glénat                     |
| 3 janvier 2018    | Boni t. 1 : La Dernière Bouchée de carotte                                                              | Ian Fortin                                    | Ian Fortin                                                | Ian Fortin                                       | Dupuis                     |
| 3 janvier 2018    | Gil Saint-André t. 12 : Un passé encombrant                                                             | Jean-Charles Kraehn                           | Chrys Millien                                             | Patricia Jambers                                 | Glénat                     |
| 3 janvier 2018    | La Malédiction de l'immortel                                                                            | Antonio Taboada                               | Dante Ginevra                                             | Dante Ginevra                                    | Sarbacane                  |
| 3 janvier 2018    | Mickey et l'Océan perdu                                                                                 | Denis-Pierre Filippi                          | Silvio Camboni                                            | Jessica Bodart, Gaspard Yvan                     | Glénat                     |
| 3 janvier 2018    | Nelson t. 18 : Crétin des Alpes                                                                         | Christophe Bertschy                           | Christophe Bertschy                                       | Christophe Bertschy                              | Dupuis                     |
| 3 janvier 2018    | Nordics t. 1 : La Grande Faim du Tupilak                                                                | Fabien Grolleau                               | Thomas Gilbert                                            | Thomas Gilbert                                   | Sarbacane                  |
| 3 janvier 2018    | Turing                                                                                                  | Robert Deutsch                                | Robert Deutsch                                            | Robert Deutsch                                   | Sarbacane                  |
| 4 janvier 2018    | Essence                                                                                                 | Fred Bernard                                  | Benjamin Flao                                             | Benjamin Flao                                    | Futuropolis                |
| 4 janvier 2018    | Seule                                                                                                   | Denis Lapière                                 | Ricard Efa                                                | Ricard Efa                                       | Dupuis                     |
| 4 janvier 2018    | Le Suaire t. 1 : Lirey, 1357                                                                            | Gérard Mordillat, Jérôme Prieur               | Éric Liberge                                              | Éric Liberge                                     | Futuropolis                |
| 5 janvier 2018    | Étoilé t. 1 : Hors-d'œuvre                                                                              | Fanny Desmarès, Delphine Lehericey            | Luc Brahy                                                 | Bertrand Denoulet                                | Dupuis                     |
| 5 janvier 2018    | Le Monde de Milo t. 5                                                                                   | Richard Marazano                              | Christophe Ferreira                                       | Christophe Ferreira                              | Dargaud                    |
| 5 janvier 2018    | Les Danois                                                                                              | Clarke                                        | Clarke                                                    | Cerise                                           | Le Lombard                 |
| 5 janvier 2018    | Docteur Poche t. 2 : Le Royaume des Chats                                                               | Marc Wasterlain                               | Marc Wasterlain                                           | Olivier Dekeyser                                 | Mosquito                   |
| 10 janvier 2018   | L'Ambulance 13 t. 8 : D'un enfer, l'autre                                                               | Patrice Ordas                                 | Alain Mounier                                             | Sébastien Bouët                                  | Bamboo Édition             |
| 10 janvier 2018   | Azimut t. 4 : Nuées noires, voile blanc                                                                 | Wilfrid Lupano                                | Jean-Baptiste Andréae                                     | Jean-Baptiste Andréae                            | Vents d'Ouest              |
| 10 janvier 2018   | Bleu amer                                                                                               | Sylvère Denné                                 | Sophie Ladame                                             | Sophie Ladame                                    | La Boîte à bulles          |
| 10 janvier 2018   | Bouncer t. 10 : L'Or maudit                                                                             | François Boucq                                | François Boucq                                            | François Boucq, Alexandre Boucq                  | Glénat                     |
| 10 janvier 2018   | Brigade Verhoeven t. 1 : Rosie                                                                          | Pascal Bertho, Pierre Lemaître                | Yannick Corboz                                            | Fabien Blanchot, Sébastien Bouët                 | Rue de Sèvres              |
| 10 janvier 2018   | Les Chiens de Pripyat t. 2 : Les Enfants de l'atome                                                     | Aurélien Ducoudray                            | Christophe Alliel                                         | Magali Paillat                                   | Bamboo                     |
| 10 janvier 2018   | Le Cimetière des innocents t. 1 : Oriane et l'Ordre des morts                                           | Philippe Charlot                              | Xavier Fourquemin                                         | Hamo                                             | Bamboo                     |
| 10 janvier 2018   | Colonisation t. 1 : Les Naufragés de l'espace                                                           | Denis-Pierre Filippi                          | Vincenzo Cucca                                            | Fabio Marinacci                                  | Glénat                     |
| 10 janvier 2018   | Darnand - Le Bourreau français t. 1                                                                     | Patrice Perna                                 | Fabien Bedouel                                            | Sandrine Bonini                                  | Rue de Sèvres              |
| 10 janvier 2018   | Docteur Radar t. 2 : Terreur en Italie                                                                  | Noël Simsolo                                  | Frédéric Bézian                                           | Frédéric Bézian                                  | Glénat                     |
| 10 janvier 2018   | Draak t. 2 : Tout feu tout flemme                                                                       | Glaz, Michel-Yves Schmitt                     | Franck Renaut                                             |                                                  | Éditions Jungle            |
| 10 janvier 2018   | Les Enquêtes de Violette t. 3                                                                           | Fred Neidhardt                                | Laurel                                                    | Laurel                                           | Bamboo                     |
| 10 janvier 2018   | Gai-Luron Les Nouvelles Aventures de Gai-Luron t. 2 : Gai-Luron passe à l'attaque !                     | Frédéric Felder                               | Pixel Vengeur                                             | Pixel Vengeur                                    | Fluide Glacial             |
| 10 janvier 2018   | Jamais                                                                                                  | Bruno Duhamel                                 | Bruno Duhamel                                             | Bruno Duhamel                                    | Bamboo Édition             |
| 10 janvier 2018   | Jonas Fink t. 1 : Ennemi du peuple                                                                      | Vittorio Giardino                             | Vittorio Giardino                                         | Vittorio Giardino                                | Casterman                  |
| 10 janvier 2018   | Jonas Fink t. 2 : Le Libraire de Prague                                                                 | Vittorio Giardino                             | Vittorio Giardino                                         | Vittorio Giardino                                | Casterman                  |
| 10 janvier 2018   | Journal d'Italie t. 2 : Hong-Kong Osaka                                                                 | David B.                                      | David B.                                                  | David B.                                         | Delcourt                   |
| 10 janvier 2018   | Macao t. 1 : La Cité du dragon                                                                          | Willy Duraffourg, Philippe Thirault           | Federico Nardo                                            | Federico Nardo                                   | Glénat                     |
| 10 janvier 2018   | Mes premières fois t. 2                                                                                 | Sti                                           | Juan                                                      | Le Prince                                        | Bamboo Édition             |
| 10 janvier 2018   | Mondo reverso t. 1 : Cornelia & Lindbergh                                                               | Arnaud Le Gouëfflec                           | Dominique Bertail                                         | Digikore Studios                                 | Fluide Glacial             |
| 10 janvier 2018   | Mon traiîre                                                                                             | Pierre Alary                                  | Pierre Alary                                              | Pierre Alary                                     | Rue de Sèvres              |
| 10 janvier 2018   | Olympus Mons t. 3 : Hangar 754                                                                          | Christophe Bec                                | Stefano Raffaele                                          | Digikore Studios                                 | Soleil Productions         |
| 10 janvier 2018   | Une génération française t. 4 : Ici Londres                                                             | Thierry Gloris                                | Eduardo Ocaña                                             | Cyril Saint-Blancat                              | Soleil Productions         |
| 10 janvier 2018   | Le Réseau Papillon t. 1 : Aux arts, citoyens !                                                          | Franck Dumanche                               | Nicolas Otéro                                             | Nicolas Otéro                                    | Éditions Jungle            |
| 10 janvier 2018   | Vies volées - Bueno Aires Place de Mai                                                                  | Matz                                          | Mayalen Goust                                             | Mayalen Goust                                    | Rue de Sèvres              |
| 10 janvier 2018   | Vivre en terre occupée - Un voyage en Palestine, de Naplouse à Gaza                                     | José Pablo Garcia                             | José Pablo Garcia                                         | José Pablo Garcia                                | La Boîte à bulles          |
| 10 janvier 2018   | Infinity 8 t. 6 : Connaissance ultime                                                                   | Lewis Trondheim, Emmanuel Guibert             | Franck Biancarelli                                        | Franck Biancarelli                               | Rue de Sèvres              |
| 12 janvier 2018   | The Dream t. 1 : Jude                                                                                   | Jean Dufaux                                   | Guillem March                                             |                                                  | Dupuis                     |
| 12 janvier 2018   | Interférences                                                                                           | Laurent Galandon                              | Jeanne Puchol                                             |                                                  | Dargaud                    |
| 12 janvier 2018   | Ira Dei t. 1 : L'Or des caïds                                                                           | Vincent Brugeas                               | Ronan Toulhoat                                            | Ronan Toulhoat, Rémy Pennarun                    | Dargaud                    |
| 12 janvier 2018   | Jean-Paul ne perd jamais la face                                                                        | Peb                                           | Fox                                                       | Fox                                              | Le Potager moderne         |
| 12 janvier 2018   | Lonesome t. 1 : La Piste du prêcheur                                                                    | Yves Swolfs                                   | Yves Swolfs                                               | Julie Swolfs                                     | Le Lombard                 |
| 17 janvier 2018   | À la vie, à la mort ! t. 2 : Le Gang des tractions avant                                                | Rodolphe                                      | Gaël Séjourné                                             | Jean Verney                                      | Soleil Productions         |
| 17 janvier 2018   | Les Autres                                                                                              | Iris                                          | Iris                                                      | Iris                                             | Delcourt                   |
| 17 janvier 2018   | Brocéliande, forêt du petit peuple t. 3 : Le Jardin aux moines                                          | Nicolas Jarry                                 | Djief                                                     | Élodie Jacquemoire                               | Soleil Productions         |
| 17 janvier 2018   | Comme un chef                                                                                           | Benoît Peeters                                | Aurelia Aurita                                            | Aurelia Aurita                                   | Casterman                  |
| 17 janvier 2018   | Face au mur t. 2                                                                                        | Jean-Claude Pautot                            | Laurent Astier                                            | Laurent Astier                                   | Casterman                  |
| 17 janvier 2018   | La Guerre des Sambre Maxime et Constance t. 3 : Le Regard de la veuve                                   | Yslaire                                       | Marc-Antoine Boidin                                       | Marc-Antoine Boidin                              | Glénat                     |
| 17 janvier 2018   | Irena t. 3 : Varso-Vie                                                                                  | Jean-David Morvan, Séverine Tréfouël          | David Evrard                                              | Walter                                           | Glénat                     |
| 17 janvier 2018   | Je suis un autre                                                                                        | Rodolphe                                      | Laurent Gnoni                                             | Laurent Gnoni                                    | Soleil Productions         |
| 17 janvier 2018   | Jour J t. 32 : Sur la route de Los Alamos                                                               | Fred Duval, Jean-Pierre Pécau                 | Denys                                                     | Scarlett                                         | Delcourt                   |
| 17 janvier 2018   | L'Homme gribouillé                                                                                      | Serge Lehman                                  | Frederik Peeters                                          | Frederik Peeters                                 | Delcourt                   |
| 17 janvier 2018   | Laowai t. 2 : La Bataille de Dagu                                                                       | Laurent-Frédéric Bollée, Alcante              | Xavier Besse                                              | Xavier Besse                                     | Glénat                     |
| 17 janvier 2018   | Merdre - Jarry, le père d'Ubu                                                                           | Rodolphe                                      | Daniel Casanave                                           |                                                  | Casterman                  |
| 17 janvier 2018   | Mickey Maltese - La Ballade de la souris salée                                                          | Bruno Enna                                    | Giorgio Cavazzano, Sandro Zemolin                         |                                                  | Glénat                     |
| 17 janvier 2018   | L'Odyssée de Fei Wong t. 1 : Les Mille et une nuits au Caire                                            | Michaël Le Galli                              | Cristiano Crescenzi                                       | Cristiano Crescenzi                              | Glénat                     |
| 17 janvier 2018   | Oliver & Peter t. 2 : Le Pays inimaginable                                                              | Philippe Pelaez                               | Cinzia Di Felice                                          | Florent Daniel                                   | Éditions Sandawe           |
| 17 janvier 2018   | Les Pirates de Barataria t. 11 : Sainte-Hélène                                                          | Marc Bourgne                                  | Franck Bonnet                                             | Isabelle Charly                                  | Glénat                     |
| 17 janvier 2018   | Rio t. 3 : Carnaval sauvage                                                                             | Louise Garcia                                 | Corentin Rouge                                            | Corentin Rouge                                   | Glénat                     |
| 17 janvier 2018   | Le Singe jaune                                                                                          | Christophe Cassiau-Haurie, Barly Baruti       | Barly Baruti                                              | Barly Baruti                                     | Glénat                     |
| 17 janvier 2018   | Le Voile noir                                                                                           | Dodo                                          | Cha                                                       | Drac                                             | Casterman                  |
| 17 janvier 2018   | Zátopek                                                                                                 | Jan Novák                                     | Jaromír 99                                                | Jaromír 99                                       | Des ronds dans l'O         |
| 18 janvier 2018   | Ma mère et moi t. 9 : C'est pour la vie                                                                 | Marc Cantin                                   | Isabel Cantin                                             |                                                  | Clair de Lune              |
| 19 janvier 2018   | Cinq branches de coton noir                                                                             | Yves Sente                                    | Steve Cuzor                                               | Steve Cuzor                                      | Dupuis                     |
| 19 janvier 2018   | Giant t. 2                                                                                              | Mikaël                                        | Mikaël                                                    | Mikaël                                           | Dargaud                    |
| 19 janvier 2018   | Zarla - L'intégrale impitoyable                                                                         | Jean-Louis Janssens                           | Guilhem                                                   | Angélique Césano                                 | Dupuis                     |
| 23 janvier 2018   | Boca Nueva t. 2 : Salpêtre                                                                              | Sylvain Almeida, Youness Benchaieb            | Sylvain Almeida, Youness Benchaieb                        | Sylvain Almeida, Youness Benchaieb               | Casterman                  |
| 23 janvier 2018   | Trou Zombie                                                                                             | Grégoire Carlé                                | Sylvestre Bouquet                                         | N&B                                              | L'Association              |
| 24 janvier 2018   | L' Art du crime t. 7 : La Mélodie d'Ostelinda                                                           | Marc Omeyer, Olivier Berlion                  | Marc Bourgne                                              |                                                  | Glénat                     |
| 24 janvier 2018   | Carthago t. 7 : La Fosse du Kamtchatka                                                                  | Christophe Bec                                | Ennio Bufi                                                | Philippe Scoffoni, Andrea Meloni                 | Les Humanoïdes Associés    |
| 24 janvier 2018   | Le Chant des runes t. 3 : Les Oubliés de l'autre monde                                                  | Sylvain Runberg                               | Jean-Charles Poupard                                      |                                                  | Glénat                     |
| 24 janvier 2018   | La Cour des miracles t. 1 : Anacréon, Roi des gueux                                                     | Stéphane Piatzszek                            | Julien Maffre                                             | Laure Durandelle                                 | Soleil Productions         |
| 24 janvier 2018   | Kaamelott t. 8 : L'Antre du basilic                                                                     | Alexandre Astier                              | Steven Dupré                                              | Picksel                                          | Casterman                  |
| 24 janvier 2018   | Lastman Stories - Soir de match                                                                         | Bastien Vivès                                 | Alexis Bacci Leveillé                                     |                                                  | Casterman                  |
| 24 janvier 2018   | Les Maîtres inquisiteurs t. 8 : Synillia                                                                | Sylvain Cordurié                              | Elia Bonetti                                              | Digikore Studios                                 | Soleil Productions         |
| 24 janvier 2018   | Naguère les étoiles t. 5 : Avant naguère                                                                | Hervé Bourhis                                 | Rudy Spiessert                                            | Mathilda                                         | Delcourt                   |
| 24 janvier 2018   | Nains t. 5 : Abokar du Bouclier                                                                         | Nicolas Jarry                                 | Nicolas Demare                                            | Digikore Studios                                 | Soleil Productions         |
| 24 janvier 2018   | Petit Vampire t. 2 : La Maison de la terreur qui fait peur                                              | Joann Sfar, Sandrina Jardel                   | Joann Sfar                                                | Brigitte Findakly                                | Rue de Sèvres              |
| 24 janvier 2018   | Quatre Sœurs t. 4 : Geneviève                                                                           | Cati Baur                                     | Cati Baur                                                 | Elodie Balandras                                 | Rue de Sèvres              |
| 24 janvier 2018   | Terre gâtée t. 1 : Ange, le migrant                                                                     | Marguerite Abouet, Charli Beléteau            | Christian De Metter                                       | Christian De Metter                              | Rue de Sèvres              |
| 24 janvier 2018   | La Tomate                                                                                               | Anne-Laure Reboul, Régis Penet                | Régis Penet                                               | Régis Penet                                      | Glénat                     |
| 24 janvier 2018   | La Valise                                                                                               | Morgane Schmitt Giordano, Diane Ranville      | Morgane Schmitt Giordano, Gabriel Amalric                 | Gabriel Amalric                                  | Akileos                    |
| 24 janvier 2018   | Valois t. 1 : Le Mirage italien                                                                         | Thierry Gloris                                | Jaime Calderón                                            | Felideus                                         | Delcourt                   |
| 24 janvier 2018   | Le Vendangeur de Paname                                                                                 | David François                                | Frédéric Bagères                                          |                                                  | Delcourt                   |
| 24 janvier 2018   | Trou Zombi                                                                                              | Sylvestre Bouquet                             | Grégoire Carlé                                            |                                                  | L'Association              |
| 25 janvier 2018   | Café Touba                                                                                              | Léah Touitou                                  | Léah Touitou                                              | Léah Touitou                                     | Jarjille                   |
| 26 janvier 2018   | À la recherche de Peter Pan intégrale noir et blanc                                                     | Cosey                                         | Cosey                                                     | N&B                                              | Niffle                     |
| 26 janvier 2018   | La Boîte à musique t. 1 : Bienvenue à Pandorient                                                        | Carbone                                       | Gijé                                                      | Gijé                                             | Dupuis                     |
| 26 janvier 2018   | Bots t. 2                                                                                               | Aurélien Ducoudray                            | Steve Baker                                               | Steve Baker                                      | Ankama Éditions            |
| 26 janvier 2018   | Duke t. 2 : Celui qui tue                                                                               | Yves H.                                       | Hermann                                                   | Hermann                                          | Le Lombard                 |
| 26 janvier 2018   | Frnck t. 3 : Le Sacrifice                                                                               | Olivier Bocquet                               | Brice Cossu                                               | Yoann Guillo                                     | Dupuis                     |
| 26 janvier 2018   | Ma vie réac t. 2 : Violence contemporaine                                                               | Morgan Navarro                                | Morgan Navarro                                            | Morgan Navarro                                   | Dargaud                    |
| 26 janvier 2018   | Spirou et Fantasio - Le Triomphe de Zorglub                                                             | Olivier Bocquet                               | Brice Cossu, Alexis Sentenac                              | Johann Corgié                                    | Dupuis                     |
| 31 janvier 2018   | Belle et Sébastien t. 3 : Le Dernier Chapitre                                                           | Jean-Christophe Derrien                       | Jean-Marc Stalner                                         |                                                  | Glénat                     |
| 31 janvier 2018   | Sonora t. 2 : Lola Montez                                                                               | Jean-Pierre Pécau                             | Benoît Dellac                                             | Scarlett                                         | Delcourt                   |
| 31 janvier 2018   | Le Troisième Fils de Rome t. 1 : Martius                                                                | Laurent Moenard                               | Stefano Martino                                           | Stéphane Paitreau                                | Soleil Productions         |
| 31 janvier 2018   | Wollodrïn t. 9 : Les derniers héros 1/2                                                                 | David Chauvel                                 | Jérôme Lereculey                                          | Lou                                              | Delcourt                   |
| 1er février 2018  | Le Syndicat des algues brunes                                                                           | Amélie Laval                                  | Amélie Laval                                              | Amélie Laval                                     | FLBLB                      |
| 2 février 2018    | Algériennes 1954-1962                                                                                   | Swann Meralli                                 | Deloupy                                                   | Deloupy                                          | Marabulles                 |
| 2 février 2018    | Jim Hawkins t. 2 : Sombres héros de la mer                                                              | Sébastien Vastra                              | Sébastien Vastra                                          | Mélanie Pop                                      | Ankama Éditions            |
| 2 février 2018    | Les Enfants de la résistance t. 4 : L'Escalade                                                          | Vincent Dugomier                              | Benoît Ers                                                | Benoît Ers                                       | Le Lombard                 |
| 2 février 2018    | La Petite Souriante                                                                                     | Zidrou                                        | Benoît Springer                                           | Séverine Lambour, Benoît Springer                | Dupuis                     |
| 2 février 2018    | La Pension Moreau t. 2 : La Peur au ventre                                                              | Benoît Broyart                                | Marc Lizano                                               | Marc Lizano                                      | Éditions de la Gouttière   |
| 2 février 2018    | Rouge – Lîle des Gribouilleurs                                                                          | Johan Troïanowski                             | Johan Troïanowski                                         | Johan Troïanowski                                | Makaka éditions            |
| 3 février 2018    | La Sorcière                                                                                             | Benoît Guillaume, Marie NDiaye                | Benoît Guillaume                                          | Benoît Guillaume                                 | Actes Sud                  |
| 7 février 2018    | Akkinen - Zone toxique                                                                                  | Iwan Lépingle                                 | Iwan Lépingle                                             | Iwan Lépingle                                    | Sarbacane                  |
| 7 février 2018    | Deux ans de vacances t. 1/3                                                                             | Brrémaud, Philippe Chanoinat, Jules Verne     | Hamo                                                      | Hamo                                             | Vents d'Ouest              |
| 7 février 2018    | Les Enfants du bayou t. 1 : Le Rougarou                                                                 | Isabelle Bottier                              | Eva Roussel                                               | Mara                                             | Éditions Jungle            |
| 7 février 2018    | Les Enquêtes auto de Margot t. 5 : Coccinelles et Scarabées                                             | Olivier Marin                                 | Olivier Marin                                             | Callixte                                         | Éditions Paquet            |
| 7 février 2018    | Exo t. 3 : Contact                                                                                      | Jerry Frissen                                 | Philippe Scoffoni                                         | Vincent Grière, Philippe Scoffoni                | Les Humanoïdes Associés    |
| 7 février 2018    | Gran Café Tortoni                                                                                       | Philippe Charlot                              | Winoc                                                     | Winoc                                            | Bamboo Édition             |
| 7 février 2018    | Ma vie selon moi t. 2 : Le Jour où tout a commencé - partie 2                                           | Véronique Grisseaux, Sylvaine Jaoui           | Sophie Ruffieux                                           | Magali Paillat                                   | Vents d'Ouest              |
| 7 février 2018    | Mon homme (presque) parfait                                                                             | Bernard Jeanjean                              | Louis                                                     | Véra Daviet                                      | Bamboo                     |
| 7 février 2018    | Namasté t. 3 : Les larmes de la sorcière Asuri                                                          | Eddy Simon                                    | Aurélie Guarino                                           | Aurélie Guarino                                  | Sarbacane                  |
| 7 février 2018    | P'tit Chabal t. 2 : C'est pour moi !                                                                    | Michel Rodrigue, Brrémaud                     | Michel Janvier                                            |                                                  | Vents d'Ouest              |
| 7 février 2018    | Robert Sax t. 3 : Villa Borg                                                                            | Rodolphe                                      | Louis Alloing                                             | Drac                                             | Delcourt                   |
| 7 février 2018    | Les Sentiers de Wormhole                                                                                | Stéphane Blanco                               | Laurent Perrin                                            | Laurent Perrin                                   | Sandawe                    |
| 7 février 2018    | Verdun t. 3 : Les Fusillés de Fleury                                                                    | Jean-Yves Le Naour                            | Iñaki Holgado                                             | Sébastien Bouët                                  | Bamboo Édition             |
| 7 février 2018    | Les Vieux Explorateurs                                                                                  | Marc Tinent                                   | Lourdes Navarro                                           | Lourdes Navarro                                  | Kramiek                    |
| 8 février 2018    | 3 fois dès l'aube                                                                                       | Denis Lapière, Alessandro Baricco             | Aude Samama                                               | Aude Samama                                      | Futuropolis                |
| 8 février 2018    | Charles                                                                                                 | Alessandro Tota                               | Alessandro Tota                                           | Alessandro Tota                                  | Cornélius                  |
| 8 février 2018    | Cintré(e)                                                                                               | Jean-Luc Loyer                                | Jean-Luc Loyer                                            | Jean-Luc Loyer                                   | Futuropolis                |
| 8 février 2018    | Kolossale rigolade t. 7 : Tout se complique !                                                           | Carali                                        | Carali                                                    | Carali                                           | Psikopat                   |
| 8 février 2018    | Odeur de brûlé t. 2                                                                                     | Carali                                        | Carali                                                    | Carali                                           | Psikopat                   |
| 9 février 2018    | Brûlez Moscou                                                                                           | Kid Toussaint                                 | Stéphane Perger                                           | Stéphane Perger                                  | Le Lombard                 |
| 9 février 2018    | Monsieur Coucou                                                                                         | Joseph Safieddine                             | Kyung Eun Park                                            | Céline Badaroux Denizon, Loïc Guyon              | Le Lombard                 |
| 14 février 2018   | Le 3e Œil t. 1 Le Sommeil empoisonné                                                                    | Didier Tronchet                               | Baron Brumaire                                            | Baron Brumaire                                   | Casterman                  |
| 14 février 2018   | Les Amies de papier t. 2 : 12 Printemps, 2 étés                                                         | Christophe Cazenove, Ingrid Chabbert          | Cécile                                                    | Sandrine Cordurié                                | Bamboo                     |
| 14 février 2018   | Mémoires de la guerre civile t. 3                                                                       | Richard Marazano                              | Jean-Michel Ponzio                                        | Jean-Michel Ponzio                               | Dargaud                    |
| 14 février 2018   | Pirate ! t. 1 Le Pirate qui avait le mal de mer                                                         | Jean-Pierre Bathany                           | Marc Lizano                                               |                                                  | Des ronds dans l'O         |
| 14 février 2018   | Super Mimi t. 1 Il pleut des vaches !                                                                   | Benoît Philippon                              | Malec                                                     | Malec                                            | Éditions Jungle            |
| 14 février 2018   | La Planète des riches t. 1 Un voyage de la Terre à la thune                                             | Mo/CDM                                        | Mo/CDM                                                    | Mo/CDM                                           | Fluide Glacial             |
| 15 février 2018   | Virginia Hill - Journal d'une affranchie                                                                | Mkdeville                                     | Christophe Girard                                         | Christophe Girard                                | Les Enfants Rouges         |
| 16 février 2018   | Bonneville t. 1 Quatre zéro sept !                                                                      | Marvano                                       | Marvano                                                   | Bérengère Marquebreucq                           | Dargaud                    |
| 16 février 2018   | Mon petit Ponant                                                                                        | Nicoby                                        | Nicoby                                                    | Nicoby                                           | Vide Cocagne               |
| 21 février 2018   | À Cheval t. 4 : Et vous trouvez sabot?                                                                  | Laurent Dufreney                              | Miss Prickly                                              | Magali Paillat                                   | Delcourt                   |
| 21 février 2018   | Canardo t. 25 : Un con en hiver                                                                         | Benoît Sokal, Hugo Sokal                      | Pascal Regnauld                                           | Hugo Sokal                                       | Casterman                  |
| 21 février 2018   | Flic & Fun t. 1                                                                                         | Jorge Bernstein                               | Pluttark                                                  | Pluttark                                         | Fluide Glacial             |
| 21 février 2018   | Will t. 2 : Handicapé toi-même !                                                                        | Zidrou                                        | David Evrard                                              | David Evrard                                     | Kramiek                    |
| 22 février 2018   | La Déconfiture t. 2 : Seconde partie                                                                    | Pascal Rabaté                                 | Pascal Rabaté                                             | N&B                                              | Futuropolis                |
| 23 février 2018   | Le Fil de l'Histoire raconté par Ariane & Nino t. 1 : Albert Einstein - Un physicien de génie           | Fabrice Erre                                  | Sylvain Savoia                                            | Sylvain Savoia                                   | Dupuis                     |
| 23 février 2018   | Le Fil de l'Histoire raconté par Ariane & Nino t. 2 : La Pyramide de Khéops - La 1re Merveille du monde | Fabrice Erre                                  | Sylvain Savoia                                            | Sylvain Savoia                                   | Dupuis                     |
| 23 février 2018   | Le Fil de l'Histoire raconté par Ariane & Nino t. 3 : Les Gaulois - Sacrés ancêtres !                   | Fabrice Erre                                  | Sylvain Savoia                                            | Sylvain Savoia                                   | Dupuis                     |
| 23 février 2018   | Le Fil de l'Histoire raconté par Ariane & Nino t. 4 : La Guerre des tranchées - L'Enfer des poilus      | Fabrice Erre                                  | Sylvain Savoia                                            | Sylvain Savoia                                   | Dupuis                     |
| 23 février 2018   | Hôtel Pennington                                                                                        | Ced                                           | Iléana                                                    | Iléana                                           | Makaka éditions            |
| 23 février 2018   | Les Louves                                                                                              | Flore Balthazar                               | Flore Balthazar                                           | Flore Balthazar                                  | Dupuis                     |
| 23 février 2018   | Le Nouveau monde t. 2 : Les Sept cités de Cibola                                                        | François Armanet, Jean Helpert                | Stefano Carloni                                           | Christian Lerolle                                | Glénat                     |
| 28 février 2018   | 24 heures de la vie d'une femme                                                                         | Nicolas Otéro, Stefan Zweig                   | Nicolas Otéro                                             | Nicolas Otéro                                    | Glénat                     |
| 28 février 2018   | La Route de la vie                                                                                      | Giovanna Furio                                | Marco Nizzoli                                             | Marco Nizzoli                                    | Glénat                     |
| 28 février 2018   | Le Troisième Testament t. 5 : Julius Livre V                                                            | Alex Alice, Xavier Dorison                    | Thimothée Montaigne                                       | François Lapierre                                | Dargaud                    |
| 1er mars 2018     | La Ballade de Dusty t. 1 : Bertha wagon à bestiaux                                                      | Aurélien Ducoudray                            | Gilles Aris                                               | Albertine Ralenti                                | Bamboo Édition             |
| 1er mars 2018     | Le Petit Bois t. 1 : L'Arbre à gâteaux                                                                  | Rodolphe                                      | Patrice Le Sourd                                          | Sarah Murat                                      | Clair de Lune              |
| 2 mars 2018       | Adler, l'Aigle à deux têtes t. 2 : Le choix du mal                                                      | Patrice Buendia                               | Damien Andrieu                                            | Damien Andrieu                                   | Zéphyr Éditions            |
| 2 mars 2018       | Bérézina t. 3/3 : La Neige                                                                              | Frédéric Richaud, Patrick Rambaud             | Iván Gil\|[Lequel ?]\|Jean-Baptiste Merle, Elvire De Cock | Dupuis                                           |                            |
| 2 mars 2018       | Les Schtroumpfs t. 36 : Les Schtroumpfs et le dragon du lac                                             | Thierry Culliford, Alain Jost                 | Jeroen De Coninck, Miguel Díaz Vizoso                     | Nine Culliford                                   | Le Lombard                 |
| 2 mars 2018       | Télémaque t. 1 : À la recherche d'Ulysse                                                                | Kid Toussaint                                 | Kenny Ruiz                                                | Noiry                                            | Dupuis                     |
| 7 mars 2018       | La Ballade des dangereuses, journal d'une incarcération                                                 | Anaële Hermans                                | Delphine Hermans                                          | Delphine Hermans                                 | La Boîte à bulles          |
| 7 mars 2018       | Bouncer t. 11 : L'Échine du dragon                                                                      | François Boucq                                | François Boucq                                            | François Boucq, Alexandre Boucq                  | Glénat                     |
| 7 mars 2018       | Beauté Noire & le Groupe Prospero t. 1 : Les Chasseurs de haine                                         | Noël Simsolo                                  | Olivier Balez                                             | Olivier Balez                                    | Glénat                     |
| 7 mars 2018       | Bjorn le Morphir t. 7 : La Revanche du Morphir                                                          | Thomas Lavachery                              | Thomas Gilbert                                            | Thomas Gilbert                                   | Rue de Sèvres              |
| 7 mars 2018       | Dans les eaux glacées du calcul égoïste t. 1 : Le Bal des matières                                      | Lancelot Hamelin                              | Luca Erbetta                                              | Luca Erbetta                                     | Glénat                     |
| 7 mars 2018       | Les Enquêtes des enfants capables t. 3 : Le Bal du Comte Grifoli                                        | Nathalie Dargent                              | Lucie Bryon                                               | Lucie Bryon                                      | Milan                      |
| 7 mars 2018       | Frigiel et Fluffy t. 2 : Tous populaires                                                                | Jean-Christophe Derrien                       | Minte                                                     | Minte                                            | Soleil Productions         |
| 7 mars 2018       | Génération Y                                                                                            | Mauryn Parent                                 | Mauryn Parent                                             | Mauryn Parent                                    | La Boîte à bulles          |
| 7 mars 2018       | Infinity 8 t. 7 : Et rien pour finir                                                                    | Lewis Trondheim, Boulet                       | Boulet                                                    | Boulet                                           | Rue de Sèvres              |
| 7 mars 2018       | Jan des cavernes                                                                                        | Antoine Meunier-Gachkel                       | Domas                                                     | Domas                                            | Bamboo Édition             |
| 7 mars 2018       | Kiki et Aliène t. 5 : Zone interdite                                                                    | Paul Martin                                   | Nicolas Hubesch                                           | Nicolas Hubesch                                  | Bayard                     |
| 7 mars 2018       | Mei : l'Archipel sans étoiles                                                                           | Bonaventure                                   | Bonaventure                                               | Bonaventure                                      | Sarbacane                  |
| 7 mars 2018       | Nos embellies                                                                                           | Gwénola Morizur                               | Marie Duvoisin                                            | Marie Duvoisin                                   | Bamboo Édition             |
| 7 mars 2018       | Le Père turc - À la recherche de Mustafa Kemal                                                          | Loulou Dédola                                 | Lelio Bonaccorso                                          | Lelio Bonaccorso                                 | Glénat                     |
| 7 mars 2018       | Sacha Guitry t. 2 : Sacha Guitry le mal-aimé                                                            | Noël Simsolo                                  | Paolo Martinello                                          | Paolo Martinello                                 | Glénat                     |
| 7 mars 2018       | Trump en 100 tweets                                                                                     | Vanessa Duhamel                               | François Boucq                                            | François Boucq                                   | Éditions I                 |
| 7 mars 2018       | Une aventure de Rouletabille t. 1 Le Mystère de la chambre jaune                                        | Gaston Leroux, Jean-Charles Gaudin            | Sibin Slavković                                           | Joël Odone                                       | Soleil Productions         |
| 7 mars 2018       | Une génération française t. 5 Vichy-capitale                                                            | Thierry Gloris                                | Manuel Garcia                                             | Cyril Saint-Blancat                              | Soleil Productions         |
| 8 mars 2018       | La Femme d'argile                                                                                       | Vincent Vanoli                                | Vincent Vanoli                                            |                                                  | 6 Pieds sous terre         |
| 8 mars 2018       | Profession du père                                                                                      | Sébastien Gnaedig, Sorj Chalandon             | Sébastien Gnaedig                                         | N&B                                              | Glénat                     |
| 8 mars 2018       | Sourire 58                                                                                              | Patrick Weber                                 | Baudouin Deville                                          | Baudouin Deville                                 | Éditions Anspach           |
| 8 mars 2018       | Les Tuche t. 2 : Des frites ! Des frites !                                                              | Falzar                                        | Marco Paulo                                               | BenBK                                            | Michel Lafon               |
| 9 mars 2018       | Ana Ana t. 11 : Ana Ana très pressée                                                                    | Dominique Roques                              | Alexis Dormal                                             | Alexis Dormal                                    | Dargaud                    |
| 12 mars 2018      | La Légende des 20 siècles                                                                               | Hugot                                         | Hugot                                                     | Hugot                                            | Fluide Glacial             |
| 14 mars 2018      | Alto Plano t. 2 : Brésil                                                                                | Éric Corbeyran, Vanessa Postec                | Luc Brahy                                                 | Cyril Saint-Blancat                              | Delcourt                   |
| 14 mars 2018      | Le Cœur des Amazones                                                                                    | Géraldine Bindi                               | Christian Rossi                                           | Christian Rossi                                  | Casterman                  |
| 14 mars 2018      | Les Enquêtes de Sherlock Latruffe t. 2 : Lumière à tous les étages                                      | Matyo                                         | Matyo                                                     | Matyo                                            | Bayard éditions            |
| 14 mars 2018      | Exilium t. 1/3 : Koïos                                                                                  | Éric Stalner, Cédric Simon                    | Éric Stalner                                              | Florence Fantini                                 | Glénat                     |
| 14 mars 2018      | Les Grandes Batailles navales t. 6 : Stamford Bridge                                                    | Jean-Yves Delitte, Roger Seiter               | Gine                                                      | Antoine Quaresma                                 | Glénat                     |
| 14 mars 2018      | Les Grandes Batailles navales t. 7 : Hampton roads                                                      | Jean-Yves Delitte                             | Jean-Yves Delitte                                         | Douchka Delitte                                  | Glénat                     |
| 14 mars 2018      | Mai 68 - La Veille du grand soir                                                                        | Patrick Rotman                                | Sébastien Vassant                                         | Sébastien Vassant                                | Delcourt                   |
| 14 mars 2018      | On sème la folie                                                                                        | Laurent Bonneau                               | Laurent Bonneau                                           | Laurent Bonneau                                  | Bamboo Édition             |
| 14 mars 2018      | Filles des oiseaux t. 2                                                                                 | Florence Cestac                               | Florence Cestac                                           | Florence Cestac                                  | Dargaud                    |
| 14 mars 2018      | Ratafia t. 8 : Les Têtes de Vô                                                                          | Nicolas Pothier                               | Johan Pilet                                               | Greg Salsedo                                     | Vents d'Ouest              |
| 14 mars 2018      | Wonderball t. 5 : L'Apiculteur                                                                          | Fred Duval, Fred Blanchard, Jean-Pierre Pécau | Colin Wilson                                              | Jean-Paul Fernandez                              | Delcourt                   |
| 16 mars 2018      | Guantanamo Kid,                                                                                         | Jérôme Tubiana et Mohammed El-Gorani          | Alexandre Franc                                           |                                                  | Dargaud                    |
| 16 mars 2018      | Lili Crochette et Monsieur Mouche t. 3 Sacrilège au p'tit dèj'                                          | Joris Chamblain                               | Olivier Supiot                                            | Olivier Supiot                                   | Éditions de la Gouttière   |
| 16 mars 2018      | Pepe Carvalho t. 1 Tatouage                                                                             | Manuel Vázquez Montalbán, Hernán Migoya       | Bartolomé Seguí                                           | Bartolomé Seguí                                  | Dargaud                    |
| 21 mars 2018      | Ailefroide, altitude 3954                                                                               | Olivier Bocquet et Jean-Marc Rochette         | Jean-Marc Rochette                                        | Jean-Marc Rochette                               | Casterman                  |
| 21 mars 2018      | Astrid Bromure t. 4 Comment lyophiliser le monstre du Loch Ness                                         | Fabrice Parme                                 | Véronique Dreher                                          | Véronique Dreher                                 | Rue de Sèvres              |
| 21 mars 2018      | Ceux qui restent                                                                                        | Josep Busquet                                 | Alex Xöul                                                 | Alex Xöul                                        | Delcourt                   |
| 21 mars 2018      | L'Histoire secrète t. 0 Les Ivoires de Thot                                                             | Jean-Pierre Pécau                             | Igor Kordey                                               | Jérôme Maffre                                    | Delcourt                   |
| 21 mars 2018      | La Bobine d'Alfred                                                                                      | Malika Ferdjoukh, Nicolas Pitz                | Nicolas Pitz                                              | Nicolas Pitz                                     | Rue de Sèvres              |
| 21 mars 2018      | Compte à rebours t. 1 Es-Shahid                                                                         | Marc Trévidic, Matz                           | Giuseppe Liotti                                           | Giuseppe Liotti                                  | Rue de Sèvres              |
| 21 mars 2018      | Escape this                                                                                             | Stéphane Betbeder                             | Federico Pietrobon                                        | N&B                                              | Glénat                     |
| 21 mars 2018      | Hedge Fund t. 5 Mort au comptant                                                                        | Tristan Roulot, Philippe Sabbah               | Patrick Hénaff                                            | MiKl                                             | Le Lombard                 |
| 21 mars 2018      | Il était une fois... la vie t. 3 Les Os et le Squelette                                                 | Jean-Charles Gaudin                           | Minte                                                     | Minte                                            | Soleil Productions         |
| 21 mars 2018      | Ils ont fait l'Histoire t. 25 François 1er                                                              | Dobbs                                         | Chaiko                                                    | Chaiko                                           | Glénat                     |
| 21 mars 2018      | Ils ont fait l'Histoire t. 26 Churchill - Tome 1/2                                                      | Vincent Delmas                                | Alessio Cammardella, Christophe Regnault                  | Alessia Nocera                                   | Glénat                     |
| 21 mars 2018      | Mauro Caldi Intégrale - Cycle 1                                                                         | Denis Lapière                                 | Michel Constant                                           |                                                  | Éditions Paquet            |
| 21 mars 2018      | Merlin t. 13 La Crosse et le bâton                                                                      | Nicolas Jarry                                 | Éric Lambert                                              | Color Twins                                      | Soleil Productions         |
| 21 mars 2018      | Naragam t. 3 Dans l'ombre de Geön                                                                       | Michaël Le Galli                              | Mike                                                      | Josselin Paris                                   | Éditions Gallimard         |
| 21 mars 2018      | Narcisse t. 3 Vents contraires                                                                          | Chanouga                                      | Chanouga                                                  | Chanouga                                         | Éditions Paquet            |
| 21 mars 2018      | Les P'tits Diables t. 25 BFF - Bête frère forever                                                       | Olivier Dutto                                 | Olivier Dutto                                             | Benoît Bekaert                                   | Soleil Productions         |
| 21 mars 2018      | Résilience t. 2 La Vallée trahie                                                                        | Augustin Lebon, Louise Joor                   | Augustin Lebon                                            | Hugo Poupelin                                    | Casterman                  |
| 21 mars 2018      | Les Reines de sang - Jeanne, la mâle reine t. 1/3                                                       | France Richemond                              | Michel Suro                                               | Dimitri Fogolin                                  | Delcourt                   |
| 21 mars 2018      | San-Antonio t. 1 San-Antonio chez les gones                                                             | Frédéric Dard, Michaël Sanlaville             | Michaël Sanlaville                                        | Michaël Sanlaville                               | Casterman                  |
| 21 mars 2018      | Science sans conscience                                                                                 | Klub                                          | Klub                                                      | Klub                                             | Warum                      |
| 21 mars 2018      | Winter Station                                                                                          | Christophe Bec                                | Christi Pacurariu                                         | N&B                                              | Glénat                     |
| 22 mars 2018      | Claudine à l'école                                                                                      | Colette, Lucie Durbiano                       | Lucie Durbiano                                            | Lucie Durbiano                                   | Éditions Gallimard         |
| 23 mars 2018      | Tyler Cross t. 3 : Miami                                                                                | Fabien Nury                                   | Brüno                                                     | Laurence Croix                                   | Dargaud                    |
| 28 mars 2018      | Châteaux Bordeaux - À table ! t. 1 : Le Chef                                                            | Éric Corbeyran                                | Espé                                                      | Espé                                             | Glénat                     |
| 28 mars 2018      | Les Cités obscures Intégrale 2                                                                          | Benoît Peeters                                | François Schuiten                                         | François Schuiten                                | Casterman                  |
| 28 mars 2018      | Les Filles au chocolat t. 7 Cœur salé                                                                   | Véronique Grisseaux, Cathy Cassidy            | Claudia Forcelloni                                        |                                                  | Éditions Jungle            |
| 28 mars 2018      | Les Foot Furieux Kids t. 3                                                                              | André Lebrun                                  | Gurcan Gürsel                                             | Ricardo Manhaes                                  | Kennes Éditions            |
| 28 mars 2018      | Les Guerriers de Dieu t. 3 : Les Martyrs de Wassy                                                       | Philippe Richelle                             | Pierre Wachs                                              | Domnok                                           | Glénat                     |
| 28 mars 2018      | Mémoires d'un paysan bas-breton t. 2 : Le Soldat                                                        | Stéphane Betbeder                             | Christophe Babonneau                                      | Axel Gonzalbo                                    | Soleil Productions         |
| 6 avril 2018      | Warship Jolly Roger t. 4 : Dernières volontés                                                           | Sylvain Runberg                               | Miki Montlló                                              | Miki Montlló, Yuri Shepherd                      | Dargaud                    |
| 6 avril 2018      | Alt-Life t. 1                                                                                           | Thomas Cadène                                 | Joseph Falzon                                             | Marie Galopin                                    | Le Lombard                 |
| 11 avril 2018     | Dieu point zéro                                                                                         | James                                         | Boris Mirroir                                             | Boris Mirroir                                    | Fluide glacial             |
| 12 avril 2018     | Habana 2150 t. 1 : Vegas Paraiso                                                                        | Thierry Cailleteau                            | Héloret                                                   | Héloret                                          | Vents d'Ouest              |
| 13 avril 2018     | Zarathustra t. 1 : Le Lion porteur de flamme                                                            | Richard Marazano                              | Amad Mir                                                  | Amad Mir                                         | Dargaud                    |
| 18 avril 2018     | Albert 1er de Monaco - Le Prince explorateur                                                            | Philippe Thirault, Christian Clot             | Sandro                                                    | Laurent Trussardi                                | Glénat                     |
| 19 avril 2018     | Bloody Mary                                                                                             | Jean Vautrin                                  | Jean Teulé                                                | Jean Teulé                                       | FLBLB                      |
| 20 avril 2018     | Les Mondes de Thorgal - La Jeunesse de Thorgal t. 6 : Le Drakkar des glaces                             | Yann                                          | Roman Surzhenko                                           | Gaétan Georges                                   | Le Lombard                 |
| 25 avril 2018     | Chaque jour Dracula                                                                                     | Loïc Clément                                  | Clément Lefèvre                                           | Clément Lefèvre                                  | Delcourt                   |
| 23 mai 2018       | L'Aigle des mers t. 1/2 : Atlantique 1916                                                               | Philippe Thirault                             | Enea Riboldi                                              | Enea Riboldi, Valérie Martineau, Joëlle Comtois  | Les Humanoïdes Associés    |
| 7 juin 2018       | Aspirine                                                                                                | Joann Sfar                                    | Joann Sfar                                                | Joann Sfar                                       | Rue de Sèvres              |
| 20 juin 2018      | Pépin Cadavre t. 2 : Les Bacchantes du Rescator                                                         | Olivier Milhaud                               | Cédric Kernel                                             | Cédric Kernel                                    | Glénat                     |
| 27 juin 2018      | Une génération française t. 6 Radio-Paris ment                                                          | Thierry Gloris                                | Ana Luiza Koehler                                         | Cyril Saint-Blancat                              | Soleil Productions         |
| 23 août 2018      | Didier, la 5ème roue du tracteur                                                                        | Pascal Rabaté                                 | François Ravard                                           | François Ravard                                  | Futuropolis                |
| 29 août 2018      | Exilium t. 2/3 : Kayenn                                                                                 | Éric Stalner, Cédric Simon                    | Éric Stalner                                              | Florence Fantini                                 | Glénat                     |
| 29 août 2018      | Ekhö monde miroir t. 8 : La Sirène de Manhattan                                                         | Christophe Arleston                           | Alessandro Barbucci                                       | Nolwenn Lebreton                                 | Soleil Productions         |
| 5 septembre 2018  | Poussière t. 1                                                                                          | Geoffroy Monde                                | Geoffroy Monde                                            | Geoffroy Monde                                   | Delcourt                   |
| 7 septembre 2018  | L'Âge d'or t. 1                                                                                         | Roxanne Moreil, Cyril Pedrosa                 | Cyril Pedrosa                                             | Claire Courrier, Joran Treguier et Cyril Pedrosa | Dupuis                     |
| 18 septembre 2018 | Le Château des animaux t. 1 Miss Bengalore                                                              | Xavier Dorison                                | Félix Delep                                               | Jessica Bodard et Félix Delep                    | Casterman                  |
| 19 septembre 2018 | Bolchoi Arena t. 1 Caelum incognito                                                                     | Boulet                                        | Aseyn                                                     | Aseyn                                            | Delcourt                   |
| 20 septembre 2018 | Voyages en Egypte et en Nubie de Giambattista Belzoni t. 2 Deuxième voyage                              | Grégory Jarry, Nicole Augereau                | Lucie Castel                                              | N&B                                              | FLBLB                      |
| 26 septembre 2018 | Une aventure de Rouletabille t. 2 Le Parfum de la dame en noir                                          | Gaston Leroux, Jean-Charles Gaudin            | Christophe Picaud                                         | Joël Odone                                       | Soleil Productions         |
| 12 octobre 2018   | Les Mondes de Thorgal - Kriss de Valnor t. 8 : Le Maître de justice                                     | Xavier Dorison et Mathieu Mariolle            | Fred Vignaux                                              | Gaétan Georges                                   | Le Lombard                 |
| 7 novembre 2018   | Elle s'appelait Sarah                                                                                   | Pascal Bresson                                | Horne                                                     | Horne                                            | Marabout                   |
| 7 novembre 2018   | Lou ! t. 8 : En route vers de nouvelles aventures                                                       | Julien Neel                                   | Julien Neel                                               | Julien Neel                                      | Glénat                     |
| 9 novembre 2018   | Les Vieux Fourneaux t. 5 : Bons pour l'asile                                                            | Wilfrid Lupano                                | Paul Cauuet                                               | Paul Cauuet                                      | Dargaud                    |
| 16 novembre 2018  | Blake et Mortimer t. 25 : La Vallée des Immortels                                                       | Yves Sente                                    | Peter van Dongen et Teun Berserik                         |                                                  | Éditions Blake et Mortimer |
| 21 novembre 2018  | Les Ogres-Dieux t. 3 : Le Grand Homme                                                                   | Hubert                                        | Bertrand Gatignol                                         |                                                  | Soleil Productions         |
| 23 novembre 2018  | Thorgal t. 36 : Aniel                                                                                   | Yann                                          | Grzegorz Rosiński                                         | Grzegorz Rosiński                                | Le Lombard                 |
| 28 novembre 2018  | Le Caravage t. 2 : La Grâce                                                                             | Milo Manara                                   | Milo Manara                                               | Simona Manara                                    | Glénat                     |

### Comics
| Sortie           | Titre                                                     | Scénariste                    | Dessinateur                    | Coloriste          | Éditeur            |
| ---------------- | --------------------------------------------------------- | ----------------------------- | ------------------------------ | ------------------ | ------------------ |
| 1er janvier 2018 | Outcast t. 1                                              | Robert Kirkman                | Paul Azaceta                   |                    | Snorgleux Editions |
| 3 janvier 2018   | All-New Iron Man t. 2                                     | Brian Michael Bendis          | Mike Deodato Jr.               |                    | Panini Comics      |
| 3 janvier 2018   | All-New Les Gardiens de la Galaxie t. 2                   | Brian Michael Bendis          | Valerio Schiti                 |                    | Panini Comics      |
| 3 janvier 2018   | All-New Thor t. 2                                         | Jason Aaron                   | Russel Dauterman               |                    | Panini Comics      |
| 3 janvier 2018   | Avengers t. 1 : L'Affrontement                            | Mark Waid, Nick Spencer       |                                |                    | Panini Comics      |
| 3 janvier 2018   | Daredevil par Mark Waid et Chris Samnee t. 2              | Mark Waid                     | Chris Samnee                   |                    | Panini Comics      |
| 3 janvier 2018   | Doctor Strange et Les Sorciers Suprêmes t. 1              | Robbie Thompson               | Javier Rodríguez               |                    | Panini Comics      |
| 3 janvier 2018   | Hellboy t. 16 : Le Cirque de minuit                       | Mike Mignola                  | Duncan Fegredo, Gary Gianni    | Dave Stewart       | Delcourt           |
| 3 janvier 2018   | Invincible t. 22 : Reboot ?                               | Robert Kirkman                | Ryan Ottley                    |                    | Delcourt           |
| 3 janvier 2018   | Moon Knight t. 3                                          | Jeff Lemire                   | Greg Smallwood                 |                    | Panini Comics      |
| 12 janvier 2018  | Batman - Detective Comics t. 2 : Le Syndicat des Victimes | James Tynion IV               | Eddy Barrows                   |                    | Urban Comics       |
| 26 janvier 2018  | Batman et Les Tortues Ninja Aventures t. 1                | Matthew K. Manning            | Jon Sommariva                  |                    | Urban Comics       |
| 26 janvier 2018  | Superman Rebirth t. 2 : Au nom du père                    | Peter Tomasi, Patrick Gleason | Doug Mahnke, Patrick Gleason   |                    | Urban Comics       |
| 2 février 2018   | Batman Rebirth t. 3 : Mon nom est Bane                    | Tom King                      | David Finch                    |                    | Urban Comics       |
| 2 février 2018   | Nightwing Rebirth t. 2 : Blüdhaven                        | Tim Seeley                    | Marcus To                      |                    | Urban Comics       |
| 23 février 2018  | Batman & Robin Aventures t. 1                             | Paul Dini, Ty Templeton       | Ty Templeton, Rick Burchett    |                    | Urban Comics       |
| 23 février 2018  | Batman - New Gotham t. 3 : Le Garde du Corps              | Greg Rucka                    | Rick Burchett                  |                    | Urban Comics       |
| 2 mars 2018      | All Star Batman t. 2 : Terres Extrêmes                    | Scott Snyder                  | Francesco Francavilla          |                    | Urban Comics       |
| 2 mars 2018      | Deathstroke Rebirth t. 1 : Le professionnel               | Christopher Priest            | Joe Bennett                    |                    | Urban Comics       |
| 6 avril 2018     | Batman - Detective Comics t. 3 : La Ligue des Ombres      | James Tynion IV               | Marcio Takara, Fernando Blanco | Marcelo Maiolo     | Urban Comics       |
| 6 avril 2018     | Superman Rebirth t. 3 : Mes doubles et moi                | Peter Tomasi, Patrick Gleason | Jorge Jimenez Moreno           |                    | Urban Comics       |
| 6 avril 2018     | Super Sons t. 1 : Quand je serai grand                    | Peter Tomasi                  | Jorge Jimenez Moreno           | Alejandro Sanchez  | Urban Comics       |
| 13 avril 2018    | DC Univers Rebirth - Le Badge t. 1                        | Tom King, Joshua Williamson   | Jason Fabok, Howard Porter     | Brad Anderson      | Urban Comics       |
| 20 avril 2018    | The Woods t. 4                                            | James Tynion IV               | Michael Dialnynus              |                    | Ankama Éditions    |
| 15 juin 2018     | Batman: The Dark Prince Charming t. 2                     | Enrico Marini                 | Enrico Marini                  | Enrico Marini      | Dargaud-DC Comics  |
| 26 octobre 2018  | Batman: White Knight                                      | Sean Murphy                   | Sean Murphy                    | Matt Hollingsworth | Urban Comics       |

### Mangas
| Sortie           | Titre                 | Scénariste        | Dessinateur       | Genre  | Éditeur        |
| ---------------- | --------------------- | ----------------- | ----------------- | ------ | -------------- |
| 1er février 2018 | Tokyo Alien Bros t. 3 | Keigo Shinzō      | Keigo Shinzō      |        | Le Lézard noir |
| 29 juin 2018     | Hunter × Hunter t.35  | Yoshihiro Togashi | Yoshihiro Togashi | Shônen | Kana           |

### Érotique
| Sortie            | Titre               | Scénariste         | Dessinateur        | Coloriste | Éditeur              |
| ----------------- | ------------------- | ------------------ | ------------------ | --------- | -------------------- |
| 24 janvier 2018   | Les Escalopes       | Sébastien Lumineau | Sébastien Lumineau | N&B       | Les Requins Marteaux |
| 9 février 2018    | La Décharge Mentale | Bastien Vivès      | Bastien Vivès      | N&B       | Les Requins Marteaux |
| 19 septembre 2018 | Petit Paul          | Bastien Vivès      | Bastien Vivès      | N&B       | Glénat               |

## Décès
- Janvier : Aya Suenaga (ja), auteure japonaise née en 1949 ;
- 7 janvier : Caribu Marley, scénariste japonais né en 1947 ;
- 8 janvier : Ron Tandberg (en), illustrateur australien né en 1943 ;
- 18 janvier : Mark Campos, auteur américain né en 1962 ;
- 18 janvier : Chandi Lahiri (en), dessinateur Bengalis humoristique né en 1931 ;
- 24 janvier : Jan Steeman, auteur néerlandais né en 1933 ;
- 27 janvier : Mort Walker, auteur américain né en 1923 ;
- 2 février : Michael Fleisher (en), scénariste américain né en 1942 ;
- 4 février : Toshio Kinoshita (ja), auteur japonais né en 1925 ;
- 13 février : Kusahara Takao (ja), auteur japonais né en 1940 ;
- 21 février : Dominique Corbasson, illustratrice française née en 1958 ;
- 22 février : Forges, auteur de bande dessinée et dessinateur de presse espagnol né en 1923 ;
- 26 février : Paul De Meo (en), scénariste américain de films, jeux vidéo et de bandes dessinées, né en 1953 ;
- 1er mars : Shin'ichi Koga (ja), auteur japonais né en 1936 ;
- mars : Hiroshi Uno (ja), auteur japonais né en 1962 ;
- 9 mars : Gérald Gorridge, auteur et professeur français né en 1957 ;
- 23 mars : Alberto Ongaro, scénariste italien né en 1925 ;
- 27 mars : Carlos Saiz Cidoncha (es), scénariste espagnol né en 1939 ;
- 8 avril : Gunnar Persson, auteur suédois né en 1933 ;
- 10 avril : F’murr (Richard Peyzaret), auteur français né en 1946 ;
- 18 avril : Pino Rinaldi (it), auteur italien né en 1957 ;
- 24 avril : Hariton Pushwagner, peintre pop norvégien auteur de la bande dessinée Soft City, né en 1940 ;
- 14 mai : William Van Cutsem dit William Vance, dessinateur et scénariste belge né en 1935, surtout connu pour sa série XIII ;
- 18 mai : Fred Peters (en), artiste de bande dessinée né en 1923 ;
- 18 mai : Antonio Lupatelli, illustrateur italien né en 1930 ;
- 27 mai : Julio Ribera, dessinateur et scénariste espagnol né en 1927 ;
- 2 juin : Nick Meglin, dessinateur et scénariste américain né en 1935 ;
- 11 juin : Rumen Petkov (en), auteur bulgare de bande dessinée né en 1948 ;
- 28 juin : Harlan Ellison, écrivain et scénariste américain né en 1934 ;
- 29 juin : Steve Ditko, dessinateur et scénariste américain de comics, né en 1927 ;
- 13 juillet : Frank Giroud, scénariste français de bande dessinée né en 1956 ;
- 23 août : Russ Heath, auteur américain de bande dessinée né en 1926 ;
- 29 août : Marie Severin, dessinatrice américaine de bande dessinée né en 1929 ;
- 30 août : Gary Friedrich, scénariste américain de bandes dessinées né en 1943 ;
- 6 septembre : Édouard Aidans, dessinateur belge de bande dessinée né en 1930 ;
- 7 septembre : Carlos Sánchez Pérez dit Ceesepe, artiste et auteur de bande dessinée espagnol né en 1958 ;
- 24 septembre : Norm Breyfogle, dessinateur de comics américain né en 1960 ;
- 30 septembre : René Pétillon, dessinateur de bande dessinée et dessinateur de presse français né en 1945 ;
- 1er octobre : Carlos Ezquerra, dessinateur espagnol de bande dessinée né en 1947, co-créateur de Judge Dredd ;
- 17 octobre : Leone Frollo, auteur italien de bande dessinée né en 1931 ;
- 31 octobre : Enzo Apicella, dessinateur italien de bande dessinée, également journaliste, designer, caricaturiste et peintre, né en 1922 ;
- 12 novembre : Stan Lee, scénariste et éditeur américain de comics né en 1922 ;
- 23 novembre : Frank Reichert, scénariste de bande dessinée (sous le pseudonyme Frank) et traducteur né en 1942.